# Arsace Ier d'Arménie
Pour les articles homonymes, voir Arsace.
Arsace, Aršak, Archak ou Arshak Ier (en arménien Արշակ Ա) est un roi d'Arménie de la dynastie des Arsacides ayant régné en 34/35.

## Biographie
Après la mort du roi Artaxias III Zénon, vassal des Romains, le roi des Parthes Artaban II impose comme roi aux Arméniens son fils aîné Arsace, qui se rend en Arménie accompagné d'une forte armée. L'empereur romain Tibère refuse toutefois d'accepter cette remise en cause du protectorat romain sur l'Arménie et  suscite un autre candidat en la personne de Mithridate d'Arménie, soutenu par son frère le roi Pharsman Ier d'Ibérie.
À la cour d'Arménie, le parti pro-romain fait empoisonner Arsace après moins d'un an de règne ; Tacite attribue l'empoisonnement à des serviteurs soudoyés. Artaban envoie alors un autre de ses fils, Orodès, succéder à Arsace et affronter Mithridate.